# Bartolomeo Vacchi
Pour les articles homonymes, voir Vacchi.
Bartolomeo Vacchi  (Venise)  est un peintre italien de l'école vénitienne qui a été actif à Venise à la fin du XVe siècle et au début du XVIe.